# Kanurennsport-Weltmeisterschaften 1997
Die 28. Kanurennsport-Weltmeisterschaften fanden 1997 in Dartmouth (Kanada) statt.
Es wurden Medaillen in 26 Disziplinen des Kanurennsports vergeben: neun Canadier und neun Kajak-Wettbewerbe der Männer sowie acht Kajak-Wettbewerbe der Frauen.

## Ergebnisse

### Männer

#### Canadier
| Event      | Gold                                                                            | Zeit | Silber                                                                             | Zeit | Bronze                                                                           | Zeit |
| ---------- | ------------------------------------------------------------------------------- | ---- | ---------------------------------------------------------------------------------- | ---- | -------------------------------------------------------------------------------- | ---- |
| C-1 200 m  | Ungarn Béla Belicza                                                             |      | Tschechien Martin Doktor                                                           |      | Ukraine Michał Śliwiński                                                         |      |
| C-1 500 m  | Tschechien Martin Doktor                                                        |      | Ungarn Béla Belicza                                                                |      | Ukraine Michał Śliwiński                                                         |      |
| C-1 1000 m | Deutschland Andreas Dittmer                                                     |      | Tschechien Martin Doktor                                                           |      | Ungarn Béla Belicza                                                              |      |
| C-2 200 m  | Deutschland Thomas Zereske Christian Gille                                      |      | Russland Pawel Konowalow Wladimir Ladoscha                                         |      | Tschechien Petr Fuksa Pavel Bednář                                               |      |
| C-2 500 m  | Ungarn György Kolonics Csaba Horváth                                            |      | Polen Daniel Jędraszko Paweł Baraszkiewicz                                         |      | Deutschland Thomas Zereske Christian Gille                                       |      |
| C-2 1000 m | Deutschland Gunar Kirchbach Matthias Röder                                      |      | Ungarn Csaba Horváth György Kolonics                                               |      | Vereinigtes Königreich Andrew Train Steve Train                                  |      |
| C-4 200 m  | Belarus Aljaksandr Massjajkou Andrej Beljajew Anatoli Renejski Wladimir Marinow |      | Ungarn Ervin Hoffmann Csaba Horváth György Kolonics Bele Belicza                   |      | Tschechien Petr Procházka Tomáš Křivánek Pavel Bednář Petr Fuksa                 |      |
| C-4 500 m  | Ungarn László Szuszkó Csaba Horváth György Kolonics Csaba Hüttner               |      | Rumänien Marcel Glăvan Cosmin Pașca Antonel Borșan Florin Popescu                  |      | Russland Wladislaw Polsunow Sergei Tschemerow Andrei Kabanow Alexander Kostoglod |      |
| C-4 1000 m | Rumänien Marcel Glăvan Cosmin Pașca Antonel Borșan Florin Popescu               |      | Russland Konstantin Fomitschow Maxim Opalew Wladislaw Polsunow Alexander Kostoglod |      | Polen Daniel Jędraszko Piotr Midloch Paweł Midloch Paweł Baraszkiewicz           |      |

#### Kajak
| Event      | Gold                                                                      | Zeit | Silber                                                                | Zeit | Bronze                                                                      | Zeit |
| ---------- | ------------------------------------------------------------------------- | ---- | --------------------------------------------------------------------- | ---- | --------------------------------------------------------------------------- | ---- |
| K-1 200 m  | Ungarn Vince Fehérvári                                                    |      | Polen Grzegorz Kotowicz                                               |      | Ukraine Oleksij Sliwinskyj                                                  |      |
| K-1 500 m  | Ungarn Botond Storcz                                                      |      | Polen Grzegorz Kotowicz                                               |      | Italien Antonio Rossi                                                       |      |
| K-1 1000 m | Ungarn Botond Storcz                                                      |      | Italien Beniamino Bonomi                                              |      | Norwegen Knut Holmann                                                       |      |
| K-2 200 m  | Ungarn Vince Fehérvári Róbert Hegedűs                                     |      | Italien Beniamino Bonomi Paolo Tommasini                              |      | Schweden Henrik Andersson Henrik Nilsson                                    |      |
| K-2 500 m  | Australien Andrew Trim Daniel Collins                                     |      | Italien Beniamino Bonomi Luca Negri                                   |      | Ungarn Krisztián Bártfai Gábor Horváth                                      |      |
| K-2 1000 m | Italien Antonio Rossi Luca Negri                                          |      | Dänemark Jesper Staal Thomas Jakobsen                                 |      | Polen Grzegorz Kotowicz Dariusz Białkowski                                  |      |
| K-4 200 m  | Russland Alexander Iwanik Anatoli Tischtschenko Sergei Werlin Oleg Gorobi |      | Ungarn Krisztián Bártfai Vince Fehérvári Gábor Horváth Róbert Hegedűs |      | Deutschland Torsten Gutsche Björn Bach Jan Günther Mark Zabel               |      |
| K-4 500 m  | Ungarn Botond Storcz Ákos Vereckei Róbert Hegedűs Zoltán Kammerer         |      | Deutschland Torsten Gutsche Björn Bach Jan Günther Mark Zabel         |      | Schweden Henrik Andersson Nils-Erik Jonsson Andreas Svensson Henrik Nilsson |      |
| K-4 1000 m | Deutschland Torsten Gutsche Björn Bach Stefan Ulm Mark Zabel              |      | Ungarn Botond Storcz Zoltán Antal Márton Bauer Gábor Szabó            |      | Australien Ross Chaffer Brian Martin Peter Scott Adam Dean                  |      |

### Frauen

#### Kajak
| Event      | Gold                                                                  | Zeit | Silber                                                               | Zeit | Bronze                                                                                  | Zeit |
| ---------- | --------------------------------------------------------------------- | ---- | -------------------------------------------------------------------- | ---- | --------------------------------------------------------------------------------------- | ---- |
| K-1 200 m  | Kanada Caroline Brunet                                                |      | Italien Josefa Idem                                                  |      | Australien Jacqui Mengler                                                               |      |
| K-1 500 m  | Kanada Caroline Brunet                                                |      | Italien Josefa Idem                                                  |      | Österreich Ursula Profanter                                                             |      |
| K-1 1000 m | Kanada Caroline Brunet                                                |      | Italien Josefa Idem                                                  |      | Österreich Ursula Profanter                                                             |      |
| K-2 200 m  | Deutschland Birgit Fischer Anett Schuck                               |      | Polen Izaskun Aramburu Elżbieta Urbańczyk                            |      | Russland Natalja Guli Jelena Tissina                                                    |      |
| K-2 500 m  | Deutschland Birgit Fischer Anett Schuck                               |      | Australien Annemarie Cox Katrin Borchert                             |      | Spanien Beatriz Manchón Izaskun Aramburu                                                |      |
| K-2 1000 m | Deutschland Birgit Fischer Marcela Bednar                             |      | Australien Annemarie Cox Katrin Borchert                             |      | Polen Izabela Dylewska Elżbieta Urbańczyk                                               |      |
| K-4 200 m  | Deutschland Birgit Fischer Katrin Wagner Anett Schuck Manuela Mucke   |      | Kanada Karen Furneaux Rice Danica Corrina Kennedy Marie-Josée Gibeau |      | Schweden Ingela Eriksson Maria Haglund Susanne Rosenqvist Anna Karlsson                 |      |
| K-4 500 m  | Deutschland Katrin Wagner Anett Schuck Katrin Kieseler Birgit Fischer |      | Ungarn Kinga Dékány Szilvia Szabó Andrea Barócsi Katalin Kovács      |      | Spanien Beatriz Manchón Portillo Belén Sánchez Jiménez Ana María Penas Izaskun Aramburu |      |

## Medaillenspiegel
| Rang   | Nation                 | Gold | Silber | Bronze | Gesamt |
| ------ | ---------------------- | ---- | ------ | ------ | ------ |
| 1      | Deutschland            | 9    | 1      | 2      | 12     |
| 2      | Ungarn                 | 8    | 6      | 2      | 16     |
| 3      | Kanada                 | 3    | 1      | —      | 4      |
| 4      | Italien                | 1    | 6      | 1      | 8      |
| 5      | Tschechien             | 1    | 2      | 2      | 5      |
| 5      | Australien             | 1    | 2      | 2      | 5      |
| 5      | Russland               | 1    | 2      | 2      | 5      |
| 8      | Rumänien               | 1    | 1      | —      | 2      |
| 9      | Belarus                | 1    | —      | —      | 1      |
| 10     | Polen                  | —    | 4      | 3      | 7      |
| 11     | Dänemark               | —    | 1      | —      | 1      |
| 12     | Schweden               | —    | —      | 3      | 3      |
| 12     | Ukraine                | —    | —      | 3      | 3      |
| 14     | Österreich             | —    | —      | 2      | 2      |
| 14     | Spanien                | —    | —      | 2      | 2      |
| 16     | Vereinigtes Königreich | —    | —      | 1      | 1      |
| 16     | Norwegen               | —    | —      | 1      | 1      |
| Gesamt | Gesamt                 | 26   | 26     | 26     | 78     |